# جي. تومسون براون
جي. تومسون براون (بالإنجليزية: G. Thompson Brown)‏ هو مبشر أمريكي، ولد في 30 أبريل 1921، وتوفي في 21 يناير 2014.